# Anund Jacob

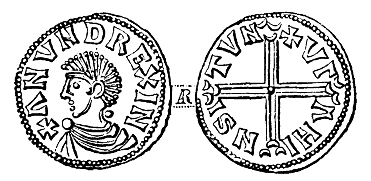
Moneda d'Anund Jacob

Anund Jacob (1007 o 1009 ~ 1050). Fou conegut en el seu temps com Emund Kolbränna (Emund el carboner). Rei dels suecs de 1022 fins a la seva mort.
Segons Snorri Sturluson, va nàixer el 25 de juliol, dia de Sant Jaume apòstol. Fill d'Olaf Skötkonung i Estrid. Encara que en aquella època no s'empraven a Suècia els noms dobles, d'acord amb Adam de Bremen es va deure al fet que els suecs, que havien acceptat un rei cristià, no volien que aquest tingués un nom cristià. Els antics suions feien servir l'apel·latiu Anund per a designar una persona amb un nom difícil de pronunciar.
Anund s'alià amb el rei de Noruega Olaf II Haraldsson (Sant Olaf) contra el rei Canó de Dinamarca. Malgrat l'aliança, els danesos es van alçar amb la victòria en la batalla de Helgeå. Després d'aquest esdeveniment no se sap si Anund va continuar al poder del regne. En aqueix temps van aparèixer a Sigtuna monedes amb la imatge de Canó, i pel que sembla aquest últim hauria estat protegit pels suecs.
Algunes fonts esmenten que Anund mantingué la pau i l'ordre al seu regne mitjançant mètodes poc convencionals, com incendiar les llars dels transgressors de la llei. Per aquelles accions hauria estat nomenat en el seu temps «el carboner».
Fou succeït pel seu germanastre Emund.